# Gulp
Gulp är ett vattendrag i Belgien, på gränsen till Nederländerna. Det ligger i den östra delen av landet, 110 km öster om huvudstaden Bryssel.
Omgivningarna runt Gulp är en mosaik av jordbruksmark och naturlig växtlighet. Runt Gulp är det ganska tätbefolkat, med 179 invånare per kvadratkilometer.